# Lincoln Wolfenstein
Lincoln Wolfenstein, född 1923, död 27 mars 2015 i Oakland i Kalifornien, var en amerikansk fysiker, verksam inom partikelfysiken. Han är mest bekant för sin delaktighet i att tolka den så kallade MSW-effekten.
Wolfenstein fick sin doktorsgrad 1949 vid University of Chicago och kom att ägna sig främst åt att studera svag kärnkraft. Han blev emeritus vid Carnegie Mellon University år 2000 efter att ha varit medlem av fakulteten i 52 år. Även som pensionär fortsatte han att gå till jobbet nästan varje dag och höll från tid till annan ett föredrag. 
Som partikelfenomenolog var Wolfenstein  en teoretiker som fokuserade primärt på att koppla teoretisk fysik till experimentella observationer. 1978 la han märke till att närvaron av elektroner i materian på jorden och i solen kan påverka fortplantningen av neutriner. Detta arbete ledde till en närmare förståelse av MSW-effekten, vilken styr neutrinooscillationer i materia. 
Wolfenstein mottog 2005 års Bruno Pontecorvo-pris, från det vetenskapliga rådet för Joint Institute for Nuclear Research, JINR, för sitt banbrytande arbete på MSW-effekten.